# Александра Николаевна
Александра Николаевна Романова (24 юни 1825 – 10 август 1844, Царско Село) е велика руска княгиня и ландграфиня на Хесен-Касел.
Тя е член на императорската фамилия от династията Романов-Холщайн-Готторп и чрез женитба наследствена принцеса на Хесен-Касел цу Румпенхайм.

## Живот
Александра е родена на 24 юни 1825 г. в Санкт Петербург. Тя е най-малката дъщеря на руския император Николай I и императрица Александра Фьодоровна. Правнучка е на руската императрица Катерина Велика.
Според слуховете тя е любимата дъщеря на руския император. Според спомените на сестра ѝ, Олга Николаевна Вюртембергска, Александра е единственото дете на императорската двойка, което наследява „пруската външност“ на майка си.
Александра е много известна сред петербургското общество заради своята красота и жизненост. Тя е музикантката в императорското семейство. Сериозно увлечена по пеенето, тя е достатъчно талантлива, за да взима уроци от известното сопрано Хенриета Зонтаг.
На 28 януари 1844 г. в Санкт Петербург Александра се омъжва за ландграфа на Хесен-Касел, Фридрих Вилхелм (1820 – 1884). Той е единственият син на принц Вилхелм фон Хесен-Касел и принцеса Луиза Шарлота Датска. Фриц, както го наричат родителите му, пристига в Санкт Петербург като кандидат-годеник на Олга Николаевна, но се влюбва в Александра още на първата вечер, която прекарва с императорското семейство. Въпреки че Олга е по-възрастната сестра и също намира Фридрих за привлекателен, тя тактично отстъпва в полза на сестра си. Императорът и императрицата се съгласяват Александра да се омъжи на Фридрих Вилхелм. Бракът трае само половин година.
Малко преди сватбата си Александра се разболява от туберкулоза, което усложнява бременността ѝ. Александра никога не се възстановява напълно, за да замине за Хесен със съпруга си. Двамата остават в Петербург, където нейното здраве все повече се влошава.
Здравето ѝ се влошава драстично три месеца преди да роди сина си Вилхелм и го ражда три месеца преди термина. Детето умира малко след раждането си, а Александра умира по-късно същия ден, 10 август 1844 г. Смъртта ѝ потапя родителите ѝ в дълбока скръб, която продължава до края на живота им. Александра Николаевна е погребана с детето си в ръцете в Петропавловската крепост в Санкт Петербург.